# Scrittura cuneiforme

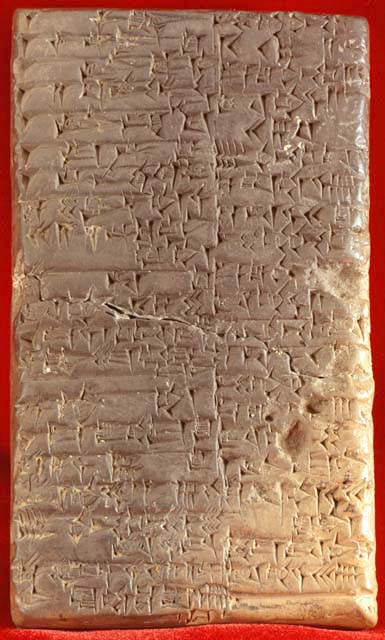
Rappresentazione di scrittura cuneiforme su una tavoletta accadica

La scrittura cuneiforme è un antico sistema di scrittura in uso nel Vicino Oriente antico tra la fine del IV millennio a.C. e il I secolo d.C. Il nome, ideato nel XVIII secolo dall'orientalista inglese Thomas Hyde, deriva dalle parole latine cuneus ('cuneo') e forma ('forma'), e fa riferimento alle impressioni di forma triangolare prodotte dagli antichi scribi con uno stilo su argilla umida, composta in tavolette poi essiccate al sole o cotte al forno. Ciascun segno è infatti formato da una o più impressioni prodotte con un vertice dello stilo. La caratteristica forma a chiodo o a cuneo delle impressioni dà il nome al sistema.

## Descrizione
La scrittura cuneiforme ai primi stadi è detta proto-cuneiforme, un sistema fatto di segni prodotti tra il 3200 e il 3000 a.C. e diversi da quelli della fase matura. I segni proto-cuneiformi avevano, secondo l'interpretazione tradizionale, natura pittografica e venivano per questo disegnati più che impressi, come sarà poi. Il proto-cuneiforme è ampiamente rappresentato in un corpus di tavolette da Uruk (provenienti dal complesso dell'Eanna, Periodo di Uruk tardo, corrispondente agli strati Uruk IV e III), prodotte per scopi contabili e consistenti in liste di beni o libri mastri, con disegni degli oggetti, numerali e nomi propri.
Solo gradualmente, il cuneiforme evolse da sistema di tenuta contabile (una scrittura detta "nucleare", perché utile a denotare oggetti e numerali, più che a rappresentare la lingua o i suoi elementi grammaticali) a sistema di scrittura proprio. Insieme ai geroglifici egiziani (forse contemporanei o di poco posteriori: 3200 a.C. circa), ai sinogrammi (1200 a.C. circa) e ai sistemi di scrittura mesoamericani (600 a.C. circa), la scrittura cuneiforme è generalmente indicata come una delle forme pristine di scrittura, cioè inventate indipendentemente ed ex nihilo. Oltre a poter essere il primo sistema di scrittura mai prodotto, il cuneiforme vanta il più vasto corpus tra i sistemi incipienti. L'interesse legato al cuneiforme è anche legato allo studio del rapporto tra l'iniziale messa a punto della scrittura e il contesto socio-culturale che la produsse.
La prima lingua scritta in cuneiforme fu il sumero; il cuneiforme fu poi adottato, con adattamenti, da una popolazione semita, gli Accadi, intorno al 2350 a.C. Successivamente, fu utilizzata per scrivere diverse altre lingue del Vicino Oriente antico. Due importanti proprietà dei segni cuneiformi erano la "polifonia" (alcuni segni potevano essere letti in più modi) e l'omofonia (lo stesso suono poteva essere scritto con diversi segni). Nella moderna traslitterazione, i segni omofoni vengono distinti da numeri in pedice; così, ad esempio, GU (lino), GU2 (collo), GU3 (voce), GU4 (toro).
Il cuneiforme fu poi lentamente scalzato dall'emergere della lingua aramaica e dal suo alfabeto consonantico, il cosiddetto alfabeto aramaico, che aveva origini fenicie. A parte vaghi riferimenti in Erodoto e Ctesia, dall'età classica in poi la memoria e il significato della scrittura cuneiforme andarono perduti. Nel Medioevo e poi ancor più a partire dal Cinquecento, gli Europei riscoprirono la cultura vicino-orientale: le prime solide testimonianze della scrittura cuneiforme in epoca moderna sono degli inizi del Seicento.
L'interpretazione del cuneiforme riuscì nella prima metà dell'Ottocento, sfruttando la conoscenza dell'antico persiano e l'esistenza di iscrizioni trilingui (in babilonese, elamico e antico persiano). Dopo aver affrontato molto scetticismo, l'assiriologia poté dirsi fondata come scienza nel 1857, quando quattro studiosi furono in grado di produrre indipendentemente l'uno dall'altro quattro traduzioni tra loro coerenti di una iscrizione inedita del re assiro Tiglath-pileser I proveniente da Assur.
Sono noti ad oggi circa mezzo milione di testi in cuneiforme.Secondo l'interpretazione tradizionale, la scrittura nell'antica Mesopotamia era appannaggio di categorie di scribi, istruiti in particolari scuole (dette edubba, cioè casa della tavoletta). Data la notevole importanza della scrittura nell'ambito della società, gli scribi svolgevano spesso importanti incarichi ufficiali.

## Storia
Il cuneiforme fu messo a punto dai Sumeri intorno al 3200 a.C. per la lingua sumera e poi adattato da altre popolazioni per scrivere le proprie lingue: l'accadico (nelle sue varianti assira e babilonese), l'eblaita, l'ittita, l'elamico, il luvio e l'urarteo. Il primo e più diffuso di questi sistemi cuneiformi è quello sumero-accadico. Si parla di cuneiforme anche a proposito del persiano antico e dell'ugaritico, che rappresentano ulteriori adattamenti e semplificazioni del sistema originale. In particolare, il cuneiforme ugaritico prese a modello il cuneiforme sumero-accadico solo in termini estetici, perché di fatto i suoi segni avevano valore puramente alfabetico.
La messa a punto del cuneiforme avvenne in un contesto di significative trasformazioni sociali, in un'epoca in cui, nella Bassa Mesopotamia, si andavano sviluppando la rivoluzione urbana, forme di società complesse e stratificate, opere architettoniche di dimensioni monumentali, coordinate da una classe dirigente di nuova formazione e realizzate dalla collettività, specializzazione professionale, reti di commercio tra vari centri. Il cuneiforme fu inizialmente sviluppato per ragioni d'utilità e cioè per registrare la divisione del lavoro, attività di redistribuzione e commercio di beni, nel contesto della formazione di una pervasiva burocrazia. Tale sistema di scrittura si è evoluto sempre in ragione del compromesso tra due esigenze opposte: la limitazione della sua complessità e la necessità di espandere la sua capacità di veicolare informazione.
Lentamente, il sistema fu reso abbastanza flessibile da essere usato per scopi non più esclusivamente burocratici e contabili, giungendo ad esprimere (a partire dal III millennio a.C.) diverse letterature in poesia e prosa, cronache, epiche, incantesimi, ma anche conoscenza scientifica. I popoli del Vicino Oriente produssero attraverso il cuneiforme testi bilingui o trilingui, dizionari, glossari, e formarono biblioteche e archivi. Oltre ad essere impresso su argilla umida, il cuneiforme era vergato (fin dalle fasi arcaiche) anche su pietra; tale uso su pietra, che comunque rappresentava una sorta di imitazione dei segni lasciati su argilla, venne poi limitato alla composizione di iscrizioni reali, su stele o su pareti di montagna. Le registrazioni contabili e i testi amministrativi rappresenteranno comunque sempre il tipo più diffuso di documento. L'uso del cuneiforme è registrato, oltre che su argilla e pietra, anche su metallo e legno.

### I calculi, lebullaee la nascita della scrittura

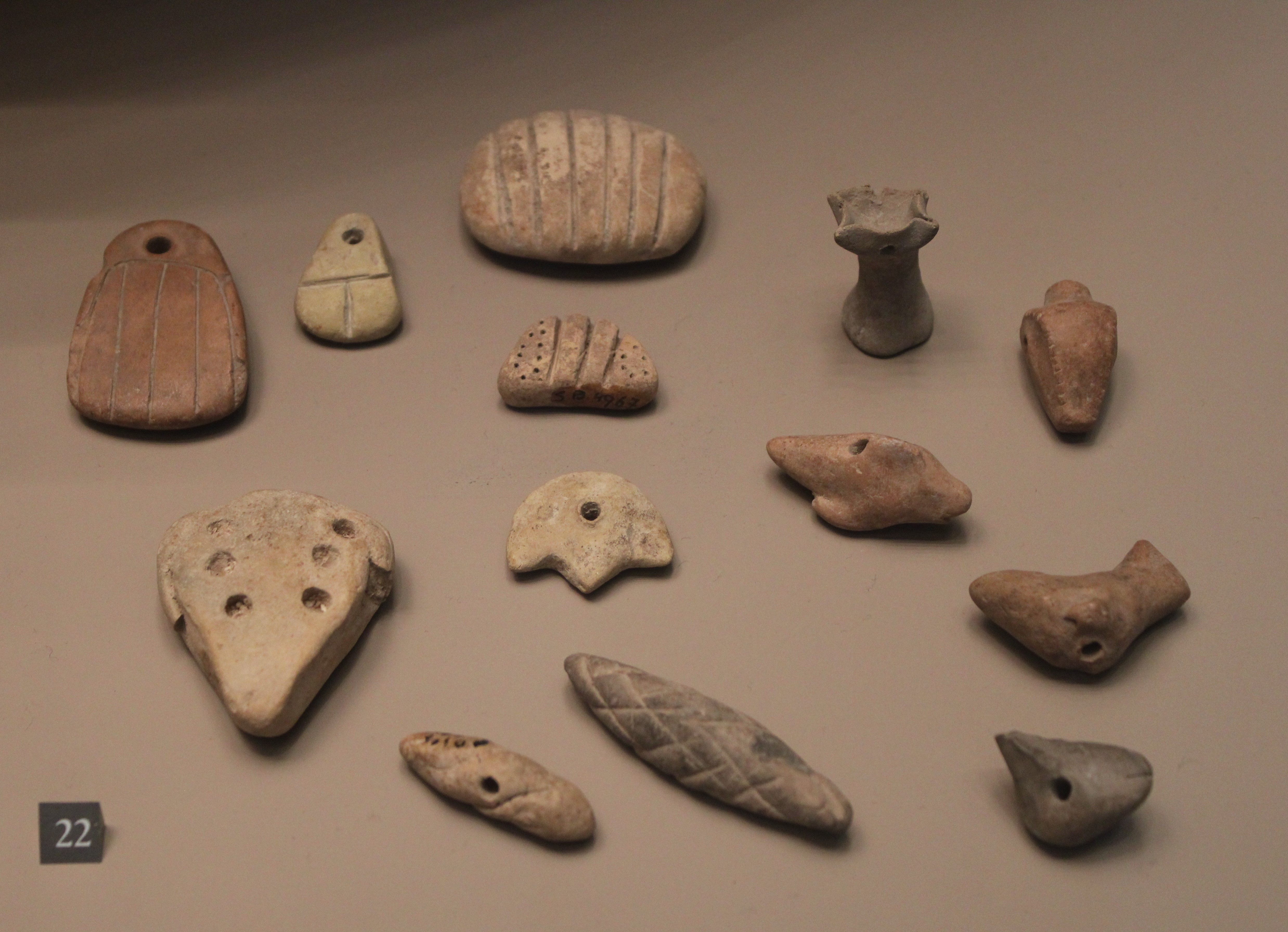
Calculi da Susa del Periodo di Uruk (Museo del Louvre)

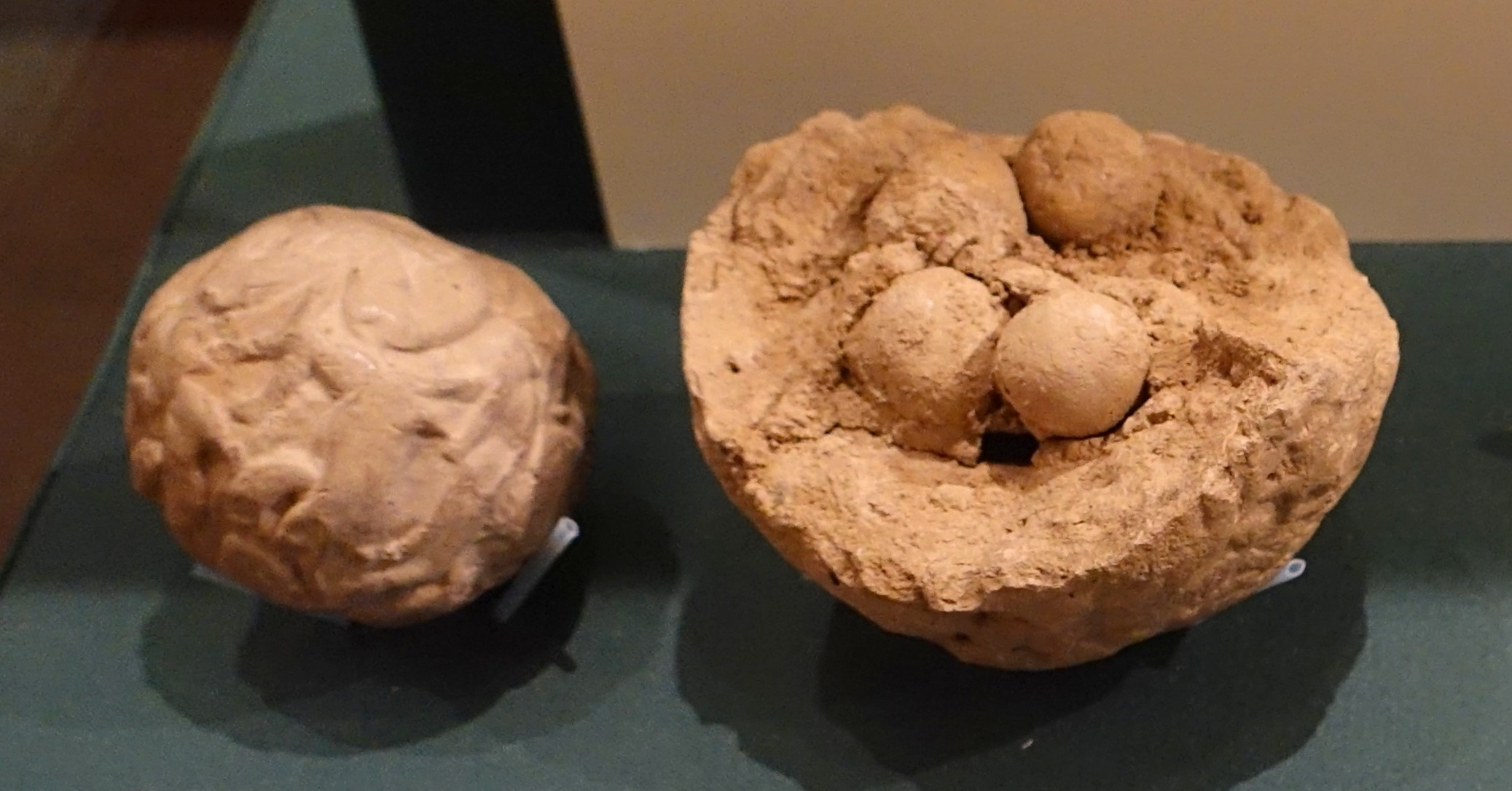
Calculi del Periodo di Uruk in una bulla (Oriental Institute Museum, Chicago)

Maggioritaria tra gli studiosi è l'ipotesi di un esordio pittografico della scrittura cuneiforme (per "pittogramma" si intende un segno che veicola il referente attraverso una riproduzione più o meno realistica dell'oggetto). Sono state però avanzate importanti obiezioni e teorie alternative. Una delle più rilevanti è quella dell'archeologa francese Denise Schmandt-Besserat (nata nel 1933), legata ad una particolare interpretazione dei calculi (o token), piccoli oggetti in argilla o altro materiale, usati nella fase protostorica (e forse già dal Neolitico) come strumento di conto. Nell'ipotesi di Schmandt-Besserat, i calculi rappresentavano fin dal VIII millennio a.C. beni di scambio; le loro forme rispondevano ad esigenze di fabbricazione più che all'intento di ritrarre realisticamente i beni rappresentati ed erano, per questa ragione, sostanzialmente astratte.
L'importanza di questi oggetti risiede nel loro valore semantico: erano infatti significativi la forma, la dimensione e gli eventuali segni su di essi incisi. Nell'ipotesi di Schmandt-Besserat, i calculi costituivano un sistema, cioè un repertorio coerente e conosciuto, in cui ciascuna forma rinviava ad un'unità di uno specifico bene (ad esempio, una certa misura di cereali o un capo di bestiame) e la diversa dimensione rinviava ad una diversa quantità di beni rappresentati. Schmandt-Besserat afferma che i calculi "costituiscono il primo codice, vale a dire, il primo sistema impiegato per comunicare, elaborare e immagazzinare informazioni".
L'ipotesi tradizionale sulle origini della scrittura cuneiforme è che si sia passati dal concreto (i segni pittografici) all'astratto. Schmandt-Besserat avanzò invece l'idea che segni concreti e segni astratti coesistettero fin dall'inizio e che i segni astratti fossero riproduzioni bidimensionali dei calculi.
Intorno al 3500 ad Uruk e forse un po' dopo a Susa, si adottò la pratica di custodire i calculi in "pacchi di argilla" di forma tondeggiante, chiamati bullae. Sull'intera superficie della bulla veniva in genere impresso il sigillo cilindrico del funzionario responsabile della sua chiusura. L'inserimento dei calculi nelle bullae rendeva però impossibile controllare quantità e natura dei primi senza infrangere le seconde. Fu forse per questa ragione che nacque l'idea di imprimere sulla superficie della bulla i calculi stessi, prima di inserirli nella cavità. In tal modo, era possibile conoscere il contenuto della bulla "leggendo" i segni impressi sulla sua superficie. Secondo l'ipotesi di Schmandt-Besserat, gli uomini protostorici si resero ben presto conto che non era necessario duplicare l'informazione, che cioè l'impressione dei calculi sull'argilla era già veicolo sufficiente dell'informazione. Ciò avrebbe portato alla rinuncia delle bullae tridimensionali e all'adozione di segni bidimensionali su tavolette d'argilla piatte e anzi il profilo tondeggiante delle prime tavolette di Uruk sarebbe, secondo Schmandt-Besserat, una caratteristica morfologica ereditata dalle bullae.
Intorno al 3100 a.C., il repertorio dei calculi ebbe un notevole restringimento. Si ritornò ad usare solo alcune poche forme semplici, soprattutto sfere e dischi. Il declino dell'uso dei calculi coinciderebbe con la nascita della scrittura (prima la scrittura proto-cuneiforme in Mesopotamia e la scrittura proto-elamica nell'area dell'Elam, poi la scrittura cuneiforme usata dai Sumeri).
La sequenza tecnologica proposta da Schmandt-Besserat è dunque la seguente: innanzitutto i calculi sfusi (prima semplici, poi complessi), poi bullae non impresse con calculi, bullae impresse con calculi, tavolette numeriche (cioè tavolette con impresse soltanto notazioni numeriche) e, infine, la scrittura proto-cuneiforme. Il rapporto tra calculi e prime forme di scrittura rimane comunque controverso.

### La scrittura proto-cuneiforme
- SAG = testa; MUŠEN = uccello; AB2 = vacca; UDU = pecora; KU6 = pesce
- ŠE = orzo; SAR = giardino, frutteto; GI = canna
- GAR = razione di cereali; DUG = giara; KAŠ = birra
- U4 (o UD) = sole, giorno; KUR = montagna; KI = luogo; E2 = tempio; U4+AB = Larsa
- nomi di cariche: NAMEŠDA; EN; SANGA

- 1. 3000 a.C.
- 2. 2800 a.C.
- 3. 2600 a.C.
- 4. stesso periodo della fase tre, ma scritto sull'argilla
- 5. fine del III millennio

Esempi di segni proto-cuneiformi:

- 6. primi anni del secondo millennio
- 7. segno semplificato come veniva inciso dagli scribi assiri agli inizi del primo millennio, e fino all'estinzione della scrittura

Evoluzione del segno SAG (U+12295), 'testa', dal 3000 al 1000 a.C.

Il più antico corpus di letteratura in cuneiforme fu scoperto ad Uruk; si tratta di circa 4000 tavolette d'argilla risalenti al tardo IV millennio a.C. e il sistema in esse usato è detto proto-cuneiforme. Si ritiene che questo corpus abbracci una produzione lunga circa due secoli. Nella fase corrispondente allo strato Uruk IV, solo l'1% del corpus non ha natura amministrativa. Questa percentuale arriva al 20% circa per la fase corrispondente allo strato Uruk III. Nel tempo, i segni hanno cambiato più volte forma e in modo anche assai significativo. I segni arcaici sono quindi diversi da quelli del periodo maturo: il confronto con i segni di periodi successivi ha permesso l'interpretazione di circa il 75% di tali segni arcaici.
I segni del proto-cuneiforme (o cuneiforme arcaico) sono per lo più pittogrammi, in quanto rappresentavano direttamente l'oggetto da comunicare. In tal senso, il segno per mano era la rappresentazione di una mano. Anche i segni per uccello, pesce e cane erano dirette rappresentazioni figurative dei rispettivi referenti, con una maggiore o minore misura di astrattezza (ad esempio, il segno per orzo consisteva di uno stelo con due file contrapposte di germogli; il segno per albero consisteva di un rettangolo, forse a indicare un tronco; il segno per vino era più elusivo e consisteva di una sorta di punta di freccia, forse a rappresentare un grappolo d'uva).
I primi scribi usavano uno stilo appuntito per vergare un set di circa 1500 segni. In pochi secoli, la tecnica mutò: si finì per servirsi di uno stilo tagliato in modo da ottenere un vertice rettangolo; pressando lo stilo sull'argilla umida, si ottenevano i "cunei" (orizzontali, verticali o diagonali) che danno il nome al sistema. Scomparvero le linee curve caratteristiche dei segni arcaici come anche gran parte dei dettagli figurativi (ad esempio, i dettagli del volto di uomini e animali). Via via che il sistema evolvé, il numero dei segni diminuì, come diminuì anche il numero di cunei di cui era composto ciascun segno. Lo stile dei segni si fece sempre più astratto.
Assai presto nella storia del sistema cuneiforme i segni giunsero ad essere più di 700 e nei secoli successivi il numero si mantenne alto. Va però detto che molti dei segni risultavano dalla composizione di alcuni segni fondamentali, il cui numero era significativamente più basso: circa il 60% dei segni arcaici era già frutto di una composizione. In qualche caso venivano aggiunti puntini o tratteggi, ma più spesso la composizione avveniva attraverso l'accostamento di un segno ad un altro o l'iscrizione di uno dei segni nel contorno dell'altro.
Ad un certo punto, nel III millennio o all'inizio del II, tutti i segni subirono una rotazione antioraria di novanta gradi. Un'analoga rotazione sembra sia avvenuta anche per il verso di lettura (dall'alto al basso si passò a leggere da sinistra a destra). I segni, complice anche l'avvenuta rotazione, assunsero anche una forma sempre più astratta e più difficilmente riconducibile agli oggetti designati dagli esordi pittografici. Di norma, non v'era separazione tra le parole.
L'abbandono degli esordi pittografici mutò la natura dei segni anche nel senso che, se prima, in quanto pittogrammi, essi erano fondati sulla maggiore o minore somiglianza con il referente, in quanto logogrammi astratti essi erano definiti dalla necessità di essere distinguibili l'uno dall'altro. Come scrive Florian Coulmas, "la differenziazione [...] diviene la principale caratteristica grafica dei segni. Per esempio, che il segno per 'toro' somigli ad un toro è ora meno importante del fatto che sia distinguibile dal segno per 'mucca'". Di qui derivò anche la necessità di standardizzare numero, disposizione, ordine e caratteristiche delle impressioni prodotte dallo stilo. Il novero stesso delle impressioni venne standardizzato a cinque: con lo stilo lo scriba vergava cunei verticali, orizzontali, obliqui con il vertice a nord-est o a sud-est e, infine, un quinto tipo di impressione, detto dagli epigrafisti moderni "Winkelhaken" (in tedesco 'uncino angolare'; in italiano normalmente indicato come 'cuneo ad angolo': 𒌋).
L'insistita associazione dei pittogrammi ai referenti consolidò indirettamente l'associazione degli stessi pittogrammi alle parole che indicavano gli stessi referenti. Come scrive Coulmas, "il pittogramma per 'pesce' poteva riferirsi tanto alla parola 'pesce' quanto ad un pesce". La relazione segno-oggetto venne insomma estesa alla relazione segno-nome. In ogni caso, che ai segni fosse attribuito valore linguistico sembra confermato dalle liste lessicali, genere di testi didattici secondo solo al tipo del rendiconto amministrativo nel corpus di Uruk. Il valore dei segni tradizionalmente interpretati come più arcaici, cioè quelli con valore pittografico o logografico, venne esteso attraverso il ricorso alla metonimia e (intorno al 2800 a.C.) al principio del rebus (già sperimentato nelle tavolette proto-cuneiformi di Uruk per scrivere i nomi propri).  Quest'ultimo determinò l'attribuzione di un valore sillabico ad alcuni segni. Furono questi elementi di valore fonetico a rendere possibile l'identificazione della lingua scritta in cuneiforme (il sumero), mentre per i segni più arcaici non è possibile rinviare ad alcuna lingua specifica. Un esempio di metonimia è relativo al segno , che indicava la parola AN ('cielo') e che finì per significare anche la parola DINGIR (o DIĜIR), cioè dio. Successivamente, per il principio del rebus, il segno che andava letto AN finì per essere usato per rappresentare il suono an in tutte quelle parole in cui tale suono appariva come sillaba.

### Fonetizzazione, omofonia, polifonia
I segni più antichi, secondo l'interpretazione tradizionale, erano logogrammi (per "logogramma" si intende un segno che riproduce un'intera parola, indipendentemente dalla sua somiglianza con l'oggetto cui si riferisce). Già nel periodo arcaico, il carattere prevalentemente monosillabico del vocabolario sumero favorì l'attribuzione ai segni di valori fonetici (si tratta della cosiddetta "fonetizzazione"). Ad esempio, il segno 𒋾 per freccia (parola che in sumero suonava TI) poteva essere usato sia per riferirsi ad una freccia, sia, attraverso il principio del rebus, alla parola vita (che in sumero suonava anch'essa TI). Il valore fonetico dei segni fu sfruttato fin dagli esordi per costruire nuovi segni. Via via che la fonetizzazione del sistema si sviluppò, crebbe l'uso di marche fonetiche. Anche la perdita dei tratti pittografici favorì il riferimento dei segni a parole semanticamente irrelate.
Come nel caso di TI, in sumero molte parole suonavano allo stesso modo (erano cioè omofone), ma avevano significati diversi. Così, ad esempio, i vari significati espressi dal suono GU erano scritti con diversi simboli, che nella moderna traslitterazione vengono distinti da numeri in pedice: GU (lino), GU2 (collo), GU3 (voce), GU4 (toro).
Il sistema cuneiforme era inoltre caratterizzato dalla cosiddetta "polifonia", che consiste nella possibilità per un singolo segno di essere letto in diversi modi. Ad esempio, il segno che indica bocca, sorto da una modificazione del segno SAG (testa), indica, oltre a bocca (KA), anche dente (ZU2), parola (INIM), voce (GU3), parlare (DU11). Quando, però, era usato per il suo valore sillabico, il suo suono rimaneva ka. Come scrive Coulmas, "in quanto logogrammi, i segni si riferiscono a queste parole [bocca, dente, parola ecc.] nella loro interezza; la complessità grafica dei segni non ha cioè relazione con la struttura interna delle parole". La proliferazione di significati diversi (polifonia) rompeva l'equilibrio di un sistema logografico ideale in cui il rapporto tra segni e referenti era ancora di uno a uno, al punto da rendere assai difficile per il lettore ricostruire l'intenzione dello scriba. Ciò determinò la formazione di un sistema di disambiguazione, costituito da due tipi di segni supplementari: determinativi e complementi fonetici (=glosse fonetiche).
Va comunque tenuto presente il fatto che l'estensione di omofonia e polifonia del sistema di scrittura è da mettere in relazione a specifici corpora, da distinguere nello spazio e nel tempo, oltre che a specifiche convenzioni scribali. Ciò significa che omofonia e polifonia di ciascun corpus erano di dimensioni limitate.

### Glosse e determinativi
Alcuni elementi della scrittura avevano funzione ausiliare, cioè quello di glossare un logogramma polifono. La presenza di un dato segno ausiliare aiutava il lettore ad interpretare correttamente quale pronuncia era quella scelta dallo scrivente in quel dato contesto. L'uso di queste glosse semantiche evolvé infine nell'adozione di determinativi, segni muti (detti anche "tassogrammi" o "classificatori") che indicavano la categoria semantica cui apparteneva il nome a cui erano associati. Ad esempio, il segno per sapone (NAGA) poteva essere letto anche NISABA (la dea Nisaba) o EREŠ (la città di Ereš); la presenza del determinativo per i nomi divini (𒀭 = DINGIR = 'dio', 'dea') suggeriva la lettura NISABA, mentre il determinativo per i luoghi (𒆠 = KI = 'luogo') suggeriva la lettura EREŠ. L'uso dei determinativi fu adottato anche nel cuneiforme accadico.
Alcune scritture prevedevano l'uso misto di glosse semantiche e fonetiche. Ad esempio, la scrittura u2 + NAGA + ga + MUŠEN prevede che u2 e ga (in quanto glosse fonetiche) indichino per NAGA la lettura uga, mentre MUŠEN è una glossa che indica la categoria semantica 'uccello'. L'uso di glosse fonetiche concorse alla trasformazione della scrittura cuneiforme in un sistema logosillabico. I primi testi riportavano il significato in forma stringata, includendo sostanzialmente numerali, nomi e pochi aggettivi. Successivamente, vennero inclusi i verbi e con essi l'uso delle glosse per specificare forme grammaticali. Quando il cuneiforme fu utilizzato anche per scopi narrativi, i segni logografici contribuivano a veicolare il senso di base del testo, mentre i segni sillabici erano usati per integrare il testo con specifiche linguistiche. L'evoluzione del cuneiforme verso un sistema logosillabico era coerente con la tipologia agglutinante del sumero, in cui l'indicazione di tempo, caso o persona avveniva attraverso affissazione di marche morfologiche prive di esistenza indipendente.
L'adozione di glosse semantiche (determinativi) e di glosse fonetiche (complementi) aumentò l'espressività del sistema, ma anche la sua complessità, dato che tali glosse non erano graficamente distinguibili dagli altri logogrammi. A mo' di esempio, la frase 'loro gli (=a lui) hanno dato' è espressa in sumero (lingua agglutinante) da un'unica parola, mu-na-an-sum-mu-uš. Alla forma verbale sum ('dare'), venivano aggiunti -na- (terza persona singolare oggetto), -n- ... -uš- (perfetto, terza persona plurale soggetto), mentre -mu- e -an- erano complementi fonetici.

### Funzioni dei segni
In sintesi, un segno appartenente al sistema cuneiforme maturo poteva avere diversi usi. Esso poteva infatti essere:
- un logogramma, cioè un segno che sta per una parola;
- un determinativo, cioè un segno marcatore, un classificatore semantico, privo di resa fonica, ma che determinava la categoria semantica a cui apparteneva il nome che esso accompagnava;
- un complemento fonetico;
- una sillaba (o parte di essa), del tipo V (a, i ecc., quindi la sola vocale), CV (quindi consonante-vocale: ba, bi ecc.) o VC (ab, ib ecc.) o CVC (tam, tim ecc.).

Il sistema si andò formando nel tempo, via via che si passò da un sistema di "scrittura nucleare", privo di informazioni grammaticali, ad uno sempre più attento a rendere la forma orale con precisione. L'attenzione sempre più viva alla lingua orale è attestata dal proverbio dub-sar šu ka-ta sa-a e-ne-am dub-sar-ra-am ('uno scriba la cui mano incontra la bocca è davvero uno scriba'). I logogrammi restarono comunque l'elemento centrale della scrittura del sumero.

### Il cuneiforme accadico

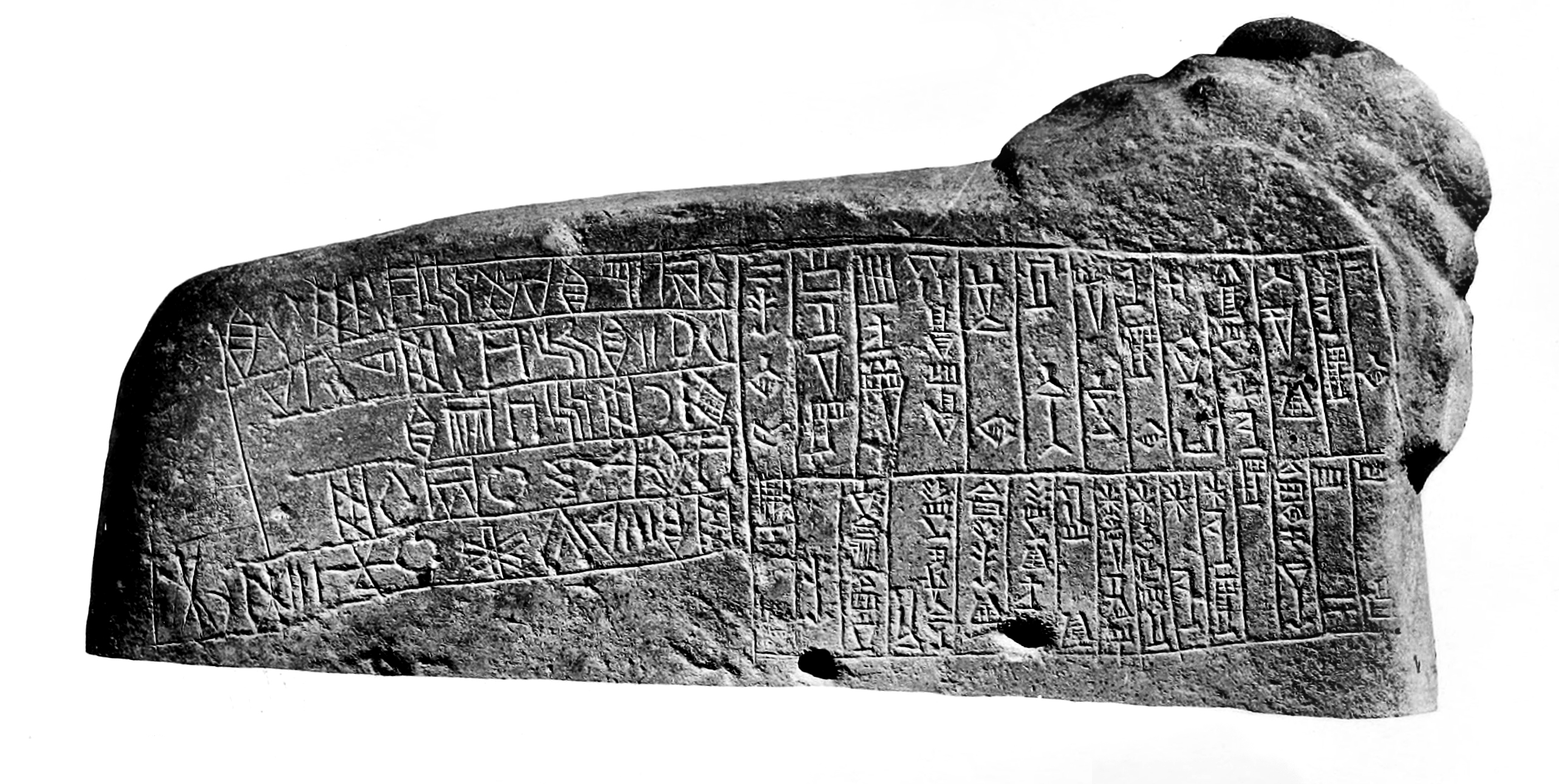
Iscrizione bilingue a nome di Puzur-Sushinak in elamico lineare e accadico ("Tavola del Leone", Museo del Louvre, Sb 17)

Alla metà del III millennio, il cuneiforme sumero, che ancora stava attraversando riforme e rielaborazioni, fu adottato dagli Accadi, che lo adattarono alla propria lingua (una lingua semitica), ampliando il repertorio dei segni con valore sillabografico. Fu questo cuneiforme sumero-accadico ad essere adottato da diversi popoli per scrivere le rispettive lingue.
Gli Accadi conservarono i logogrammi sumeri e le loro combinazioni, ma li pronunciavano in accordo alla forma fonica delle corrispondenti parole accadiche (ad esempio, il logogramma sumero per re, che in sumero andava letto lugal, in accadico andava letto šarru). Anche l'attribuzione di valore fonetico ai segni fu mantenuta e anzi espansa ben oltre il repertorio sumero. Speciali complementi fonetici furono aggiunti per indicare che un dato logogramma andava letto con la pronuncia accadica. La polifonia del cuneiforme sumero si aggravò dunque nel cuneiforme accadico. Ad esempio, il logogramma che in sumero indicava originariamente il sole finì per poter essere pronunciato in accadico in sei modi diversi: ud, tam, tú, par, laḫ, ḫiš. Grafie diverse ma foneticamente equivalenti, e quindi concorrenti, come ta-am e tam, vennero mantenute nell'uso, producendo una confusione cui si tenterà di rimediare solo molto tardi. Altri complementi fonetici furono aggiunti per rendere la tipologia flessionale dell'accadico. Il passaggio del cuneiforme all'accadico concorse al passaggio da un sistema di segni per parole ad un sistema di segni per sillabe.
Il cuneiforme accadico è una scrittura sillabica (o sillabario). Condivide questa caratteristica con l'elamico, l'hurrita e la lineare B.
Le forme più antiche di cuneiforme semitico, detto "antico accadico", sono visibili nelle iscrizioni di Sargon di Akkad (morto nel 2279 circa). La terra di Sumer, in cui la cultura sumera, nel periodo accadico, era stata mantenuta in vita da diverse città-stato, fu riunificata dal re Gudea di Lagash (morto nel 2124 circa). Gudea, insieme ad altri re, è una delle figure più importanti di quella che gli storici moderni hanno battezzato "l'Età neo-sumerica". L'egemonia politica passò poi agli Amorrei, un'altra popolazione semita. Il più importante re amorreo, Hammurabi (morto nel 1750, secondo la cronologia media), ottenne per la propria capitale, Babilonia, lo status di centro politico della Bassa Mesopotamia. Il celebre Codice di Hammurabi è scritto in cuneiforme antico-babilonese. Oltre al babilonese, dell'altro dialetto accadico, l'assiro, le prime attestazioni sono relative ai karum, colonie commerciali in Anatolia (sono le cosiddette "tavolette cappadociche").

### Il cuneiforme fuori della Mesopotamia

L'alfabeto ugaritico

Iscrizioni cuneiformi sono state rinvenute in numerosi archivi, al di fuori della Mesopotamia, come è testimoniato in quelli scoperti a Bogazkoy, nell'Anatolia, a Tell el-Amarna, in Egitto, e ad Ebla (Tell Mardikh) in Siria.
Tracce di scrittura cuneiforme al di fuori della Mesopotamia si registrano già ai tempi della iniziale messa a punto del sistema. L'area iranica poi conosciuta come Elam adottò fin da subito la seminale forma di scrittura. Il cuneiforme antico persiano, adottato dalla Dinastia achemenide e probabilmente ispirato al cuneiforme elamico, era quasi del tutto fonetico. L'antico persiano fu la prima forma di cuneiforme ad essere correttamente interpretata.
Gli Hurriti dell'Alta Mesopotamia adottarono il cuneiforme antico-accadico intorno al 2000 a.C. Gli Ittiti dell'Asia minore lo ereditarono forse da loro per scrivere la propria lingua (l'ittita).
Nel II millennio a.C., l'accadico babilonese rappresentava una sorta di lingua franca per il Vicino Oriente; il cuneiforme era per quel periodo lo strumento privilegiato di comunicazione tra culture diverse. Il cuneiforme fu poi (1400 a.C. circa) adattato a rappresentare l'alfabeto della città cananaica di Ugarit (alfabeto ugaritico).

### Scomparsa del cuneiforme
Nel II millennio a.C. prese a diffondersi l'uso di lavagnette di legno riempite di cera. Nel I millennio a.C., iniziò a imporsi la lingua aramaica e il suo alfabeto consonantico: l'aramaico era scritto con inchiostro su pergamena. La maggiore praticità della tecnica di scrittura su pergamena e dell'alfabeto restrinse l'ambito d'uso del cuneiforme, anche se sono noti alcuni esemplari di scrittura cuneiforme con inchiostro.
Gli esempi più tardi di scrittura cuneiforme risalgono al I secolo d.C., in un periodo in cui questo sistema di scrittura era ormai limitato al campo scientifico (in particolare l'astronomia) e al campo religioso.

## Traslitterazione

Estratto del Cilindro di Ciro (linee 15–21), dal quale si ottiene la genealogia di Ciro II il Grande e un resoconto della sua cattura di Babilonia nel 539 a.C.

Vi è uno specifico formato per la traslitterazione del cuneiforme. A causa della polivalenza dei segni, gli studiosi devono decidere per ogni segno quale dei suoi possibili significati sia quello inteso nel documento originale. Ad esempio, il segno DINGIR in un testo ittita potrebbe rappresentare la sillaba an o potrebbe essere parte di una frase accadica, rappresentante dunque la sillaba il, oppure potrebbe essere un sumerogramma, rappresentante il significato originale sumero «dio» o il tassogramma di una divinità. Nella traslitterazione, dunque, viene scelta una differente interpretazione del glifo in base al contesto in cui è inserito.

## Sillabario
La seguente tabella contiene i simboli utilizzati per formare le sillabe del tipo consonante + vocale o viceversa. Nella lingua sumera, per la scrittura cuneiforme si distinguevano almeno 16 consonanti, traslitterate come
b, d, g, g̃, ḫ, k, l, m, n, p, r, ř, s, š, t, z
e quattro vocali: a, e, i, u. La lingua accadica non faceva uso di g̃ o ř, ma necessitava di distinguere le consonanti enfatiche q, ṣ, ṭ, per cui utilizzava alcuni segni sumeri (ad esempio, qe=KIN, qu=KUM, qi=KIN, ṣa=ZA, ṣe=ZÍ, ṭur=DUR ecc). La lingua ittita, poiché adottava il cuneiforme accadico, ha introdotto segni come wi5=GEŠTIN.
|    | -a                                       | -e                          | -i                                        | -u                                                     |
|    | a 𒀀, á 𒀉                                 | e 𒂊, é 𒂍                    | i 𒄿, í=IÁ 𒐊                               | u 𒌋, ú 𒌑, ù 𒅇                                          |
| b- | ba 𒁀, bá=PA 𒉺, bà=EŠ 𒂠                   | be=BAD 𒁁, bé=BI 𒁉, bè=NI 𒉌  | bi 𒁉, bí=NE 𒉈, bì=PI 𒉿                    | bu 𒁍, bú=KASKAL 𒆜, bù=PÙ 𒅤                             |
| d- | da 𒁕, dá=TA 𒋫                            | de=DI 𒁲, dé , dè=NE 𒉈       | di 𒁲, dí=TÍ 𒄭                             | du 𒁺, dú=TU 𒌅, dù=GAG 𒆕, du4=TUM 𒌈                     |
| g- | ga 𒂵, gá 𒂷                               | ge=GI 𒄀, gé=KID 𒆤, gè=DIŠ 𒁹 | gi 𒄀, gí=KID 𒆤, gì=DIŠ 𒁹, gi4 𒄄, gi5=KI 𒆠 | gu 𒄖, gú 𒄘, gù=KA 𒅗, gu4 𒄞, gu5=KU 𒆪, gu6=NAG 𒅘, gu7 𒅥 |
| ḫ- | ḫa 𒄩, ḫá=ḪI.A 𒄭𒀀, ḫà=U 𒌋, ḫa4=ḪI 𒄭       | ḫe=ḪI 𒄭, ḫé=GAN 𒃶           | ḫi 𒄭, ḫí=GAN 𒃶                            | ḫu 𒄷                                                   |
| k- | ka 𒅗, ká 𒆍, kà=GA 𒂵                      | ke=KI 𒆠, ké=GI 𒄀            | ki 𒆠, kí=GI 𒄀                             | ku 𒆪, kú=GU7 𒅥, kù 𒆬, ku4 𒆭                            |
| l- | la 𒆷, lá=LAL 𒇲, là=NU 𒉡                  | le=LI 𒇷, lé=NI 𒉌            | li 𒇷, lí=NI 𒉌                             | lu 𒇻, lú 𒇽                                             |
| m- | ma 𒈠, má 𒈣                               | me 𒈨, mé=MI 𒈪, mè 𒀞/𒅠       | mi 𒈪, mí=MUNUS 𒊩, mì=ME 𒈨                 | mu 𒈬, mú=SAR 𒊬                                         |
| n- | na 𒈾, ná 𒈿, nà=AG 𒀝, na4 ("NI.UD") 𒉌𒌓    | ne 𒉈, né=NI 𒉌               | ni 𒉌, ní=IM 𒉎                             | nu 𒉡, nú=NÁ 𒈿                                          |
| p- | pa 𒉺, pá=BA 𒐀                            | pe=PI 𒉿, pé=BI 𒁉            | pi 𒉿, pí=BI 𒁉, pì=BAD 𒁁                   | pu=BU 𒁍, pú=TÚL 𒇥, pù 𒅤                                |
| r- | ra 𒊏, rá=DU 𒁺                            | re=RI 𒊑, ré=URU 𒌷           | ri 𒊑, rí=URU 𒌷                            | ru 𒊒, rú=GAG 𒆕, rù=AŠ 𒀸                                |
| s- | sa 𒊓, sá=DI 𒁲, sà=ZA 𒍝, sa4 ("ḪU.NÁ") 𒄷𒈾 | se=SI 𒋛, sé=ZI 𒍣            | si 𒋛, sí=ZI 𒍣                             | su 𒋢, sú=ZU 𒍪, sù=SUD 𒋤, su4 𒋜                         |
| š- | ša 𒊭, šá=NÍG 𒐼, šà 𒊮                     | še 𒊺, šé, šè 𒂠              | ši=IGI 𒅆, ší=SI 𒋛                         | šu 𒋗, šú 𒋙, šù=ŠÈ 𒂠, šu4=U 𒌋                           |
| t- | ta 𒋫, tá=DA 𒁕                            | te 𒋼, té=TÍ 𒊹               | ti 𒋾, tí 𒊹, tì=DIM 𒁴, ti4=DI 𒁲            | tu 𒌅, tú=UD 𒌓, tù=DU 𒁺                                 |
| z- | za 𒍝, zá=NA4 𒉌𒌓                          | ze=ZI 𒍣, zé=ZÌ 𒍢            | zi 𒍣, zí 𒍢, zì 𒍥                          | zu 𒍪, zú=KA 𒅗                                          |
| g̃- | g̃á=GÁ 𒂷                                  | g̃e26=GÁ 𒂷                   | g̃i6=MI 𒈪                                  | g̃u10=MU 𒈬                                              |
| ř- | řá=DU 𒁺                                  | ře6=DU 𒁺                    |                                           |                                                        |

## Decifrazione della scrittura cuneiforme

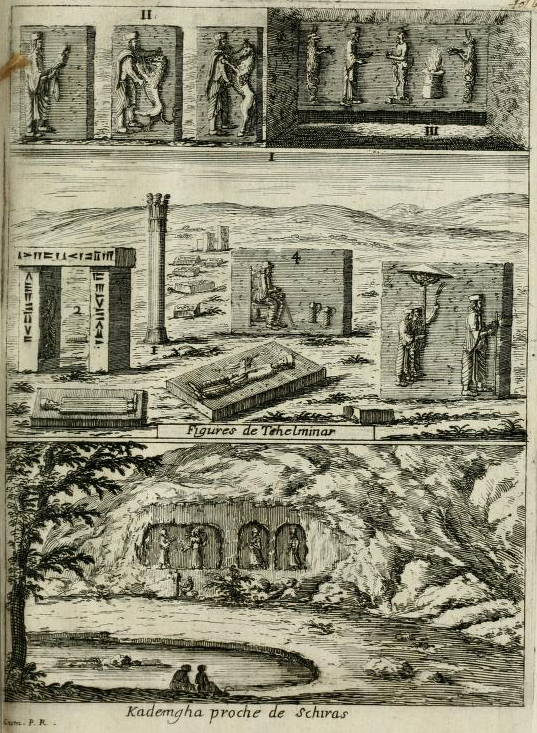
Incisione di André Daulier Deslandes da Tehelminar (Persepoli), nel libro Les Beautés de la Perse (1673). Sono visibili copie di alcuni caratteri cuneiformi.

In tutto il Seicento e per gran parte del Settecento, numerosi furono i viaggiatori e gli esploratori che s'imbatterono nelle rovine delle civiltà mesopotamiche, ciascuno con una propria interpretazione, per lo più intenti a far corrispondere ciò che vedevano alla loro cultura biblica.
Dopo le copie imprecise di Della Valle, altri segni furono ricopiati da diversi viaggiatori. Di particolare interesse sono i segni copiati da Samuel Flower, agente della Compagnia delle Indie orientali ad Aleppo. La trascrizione di Flower consisteva di 22 segni, selezionati da diverse iscrizioni, di modo che era impossibile cavarne senso alcuno. Nel 1700, Thomas Hyde riprodusse i segni di Flower in appendice alla sua Historia religionis veterum Persarum eorumque Magorum e li definì «ductuli pyramidales seu cuneiformes» (ritenendoli del resto null'altro che segni decorativi e non grafemi: «tantum ornatus et lusus gratia»). Solo molto più tardi si comprese che alcuni dei segni copiati da Flower erano elamici e appartenevano ad una iscrizione trilingue che comprendeva anche il persiano antico e il dialetto babilonese.
Un contributo essenziale ancorché indiretto fu il viaggio di Abraham Hyacinthe Anquetil-Duperron in India, presso gli Zoroastriani lì emigrati dalla Persia, al fine di tradurre, tra il 1768 e il 1771, lo Zend Avesta. Alla lingua dello Zend Avesta (l'avestico) poteva forse corrispondere quella trascritta in cuneiforme ai tempi dei re achemenidi e detta antico persiano.
Un altro passaggio essenziale fu il viaggio, svoltosi tra il 1761 e il 1767, del matematico danese Carsten Niebuhr, il quale copiò diverse iscrizioni a Persepoli (in parte già note tramite schizzi e riproduzioni del XVII secolo), poi rivelatesi fondamentali per la corretta interpretazione dei caratteri cuneiformi. Niebuhr fu il primo a comprendere appieno che nelle iscrizioni persepolitane andavano distinti tre tipi di scrittura cuneiforme ("generi" o "classi": primo, secondo e terzo genere di Persepoli) e che il primo genere era un alfabeto, poiché usava solo 42 caratteri. Egli mostrò anche che i testi andavano letti da sinistra a destra. D'altra parte, per Niebuhr i tre generi non rappresentavano tre lingue diverse, ma la stessa lingua scritta in tre modi diversi. Le iscrizioni copiate da Niebuhr e raccolte nell'opera Reisebeschreibung nach Arabien fecero da battistrada per il lavoro di decifrazione degli orientalisti Oluf Gerhard Tychsen e Friederich Münter.

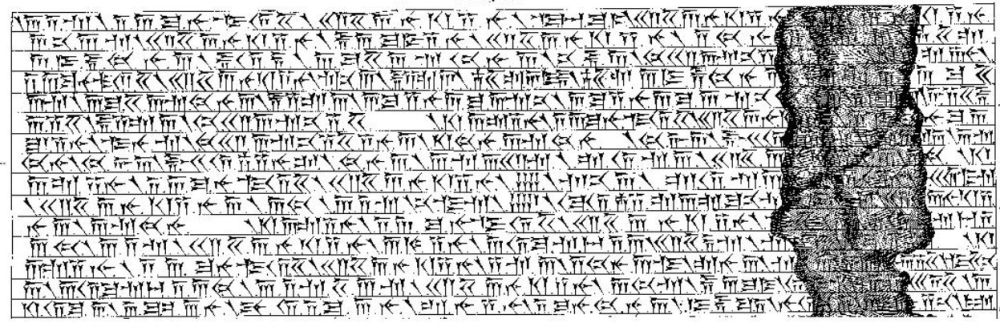
Trascrizione dell'iscrizione di Behistun in persiano arcaico

Sulla scorta delle copie di Niebuhr e del lavoro interpretativo di Tychsen e Münter fu possibile supporre che le iscrizioni tripartite fossero un lascito dei Persiani (una delle ultime incarnazioni del cuneiforme) e che il modello di iscrizione persiana tripartita comprendesse lo stesso testo in tre lingue diverse. Il primo genere persepolitano, che era normalmente in posizione di preminenza e quindi doveva supporsi fosse in antico persiano, comprendeva una quarantina di segni, quindi la lingua del primo genere doveva presumibilmente fondarsi su un alfabeto; il secondo e il terzo genere comprendevano un numero di caratteri assai maggiore e si suppose che si basassero su sillabari o logografie.
Fu il 4 settembre 1802 che Georg Friedrich Grotefend presentò all'Accademia delle scienze di Gottinga, città nel cui ginnasio egli insegnava greco, una dissertazione sui testi persepolitani. Egli concluse che i tre generi persopolitani erano tre lingue differenti, che il primo genere conteneva lettere, che i testi parlavano di un fondatore di dinastia, del figlio di questi e del nipote. Grotefend riuscì a leggere i nomi con la pronuncia persiana (si trattava di Istaspe, Dario e Serse, una sequenza nota da Erodoto).
La lettura corretta dell'antico persiano fu confermata solo dopo che, nel 1837, l'ufficiale inglese Henry Rawlinson riuscì a copiare la grande iscrizione trilingue di Behistun voluta da Dario I di Persia. Rawlinson pubblicò la sua traduzione nel 1846.
Il contributo decisivo alla interpretazione del terzo genere persepolitano giunse con l'opera dell'irlandese Edward Hincks, il quale riconobbe che la lingua del terzo genere di Persepoli andava detta babilonese e che alcuni dei segni erano fonetici, altri ideografici; fra questi, alcuni avevano valore di determinativi.
Il 1857 fu un anno determinante per l'assiriologia. L'inglese William Fox Talbot (1800-1877), orientalista dilettante, aveva studiato le opere di Rawlinson e Hincks, giungendo a pubblicare egli stesso traduzioni di alcuni testi assiri. Ottenuta copia inedita di un'iscrizione del re Tiglath-pileser I, ne fece una traduzione, che il 17 marzo 1857 inviò, sigillata, alla Royal Asiatic Society di Londra. Talbot suggerì all'organizzazione di coinvolgere Rawlinson e Hincks, affinché preparassero indipendentemente una traduzione dello stesso testo. La Society decise di invitare anche Julius Oppert. Due mesi dopo, uno speciale comitato della Society aprì le buste con le quattro traduzioni indipendenti e le confrontò. In generale, le quattro traduzioni concordavano.

### La scoperta del mondo sumero

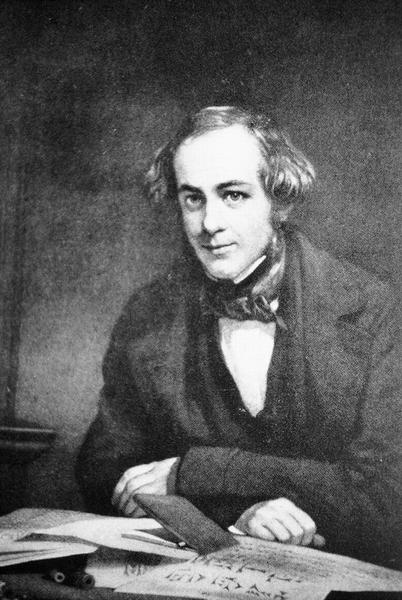
L'inglese Henry Creswicke Rawlinson (1810-1895) fu, dopo Edward Hincks, il primo a supporre l'esistenza di una popolazione non semitica e pre-accadica responsabile della messa a punto della scrittura cuneiforme

L'originale cuneiforme sumero fu a lungo ritenuto non una lingua indipendente ma un modo particolare di scrivere l'accadico. Alla metà dell'Ottocento, nulla si sapeva ancora dei Sumeri e della lingua sumera.
Nel 1850, Hincks lesse un proprio articolo davanti alla British Association for the Advancement of Science; in esso, l'orientalista irlandese avanzava dubbi sul fatto che a sviluppare il cuneiforme fossero state le popolazioni semitiche di Assiria e Babilonia. Nelle lingue semitiche, osservava Hincks, l'elemento morfologico stabile è la consonante, mentre la vocale ha caratteristiche di variabilità e volatilità. Era dunque assai improbabile che popoli semitici sviluppassero una forma di scrittura in cui consonanti e vocali avessero la stessa stabilità nel contesto della sillaba. Inoltre, una caratteristica centrale delle lingue semitiche è la distinzione tra consonanti palatali e dentali, ma il sillabario cuneiforme non è in grado di esprimere adeguatamente questa differenza. Infine, solo una minima parte dei valori sillabici dei segni cuneiformi accadici era riconducibile a parole o a elementi semitici. Per queste ragioni, arguì Hincks, la messa a punto della scrittura cuneiforme era stata opera di una popolazione non semitica, più antica degli Accadi.
Nel 1852, Rawlinson comprese che i sillabari ritrovati a Kuyunjik (Ninive) erano bilingui e contenevano corrispondenze tra parole in babilonese e parole in una lingua fino ad allora sconosciuta. Rawlinson chiamò questa lingua "accadico" e la ritenne scita o turanica. Sarebbero stati questi "Sciti babilonesi" a mettere a punto la scrittura cuneiforme: secondo Rawlinson, tale popolo andava indicato con il nome di "Accadi". Rawlinson aveva dunque correttamente supposto l'esistenza dei Sumeri, ma li aveva indicati con il nome "Accadi", il nome che oggi è usato invece per indicare la popolazione semitica che abitava la Mesopotamia fin dalla prima metà del III millennio a.C.
Fu nel 1869 che Jules Oppert, in una lezione alla sezione etnografica e storica della Société française de numismatique et d'archéologie, attribuì a questa popolazione non semitica l'appellativo di "Sumeri" e ciò sulla base del titolo regale "Re di Sumer e Akkad". Oppert sostenne anche che la lingua sumera andava apparentata al turco, al finlandese e all'ungherese.
L'aggettivo "sumero" per indicare questa popolazione pre-accadica e non semitica faticò a lungo ad imporsi sull'aggettivo "accadico". Vi fu anzi un celebre orientalista, il francese Joseph Halévy (1827-1917), che negò per decenni l'esistenza tanto dei Sumeri quanto della lingua sumera. Secondo Halévy, il cuneiforme "sumero" non era che un artificio inventato da popolazioni semite per scopi esoterici.
Il primo scavo importante di un sito sumero fu quello svolto nel 1877 in Iraq, a Telloh (l'antica Girsu), sotto la direzione del francese Ernest de Sarzec. Tra il 1877 e il 1900, de Sarzec effettuò undici campagne archeologiche, riuscendo a dissotterrare diverse statue, soprattutto del re Gudea, diverse stele, tra cui la più celebre è la Stele degli avvoltoi, i cilindri di Gudea e migliaia di tavolette, gran parte delle quali del periodo del re Ur-Nanshe.
Quando finalmente l'identità del sumero come lingua fu stabilita, le difficoltà interpretative rimasero enormi. Il sumero era però stato mantenuto a Babilonia come lingua di culto e per facilitarne l'apprendimento i Babilonesi avevano provveduto a comporre liste grammaticali, vocabolari, traduzioni in accadico babilonese. La sumerologia poté quindi fare passi avanti, in particolare per merito di studiosi come Delitzsch, il francese François Thureau-Dangin (1872-1944) e i tedeschi Arno Poebel (1881-1958), Anton Deimel (1865-1954) e Adam Falkenstein (1906-1966).

## Galleria d'immagini

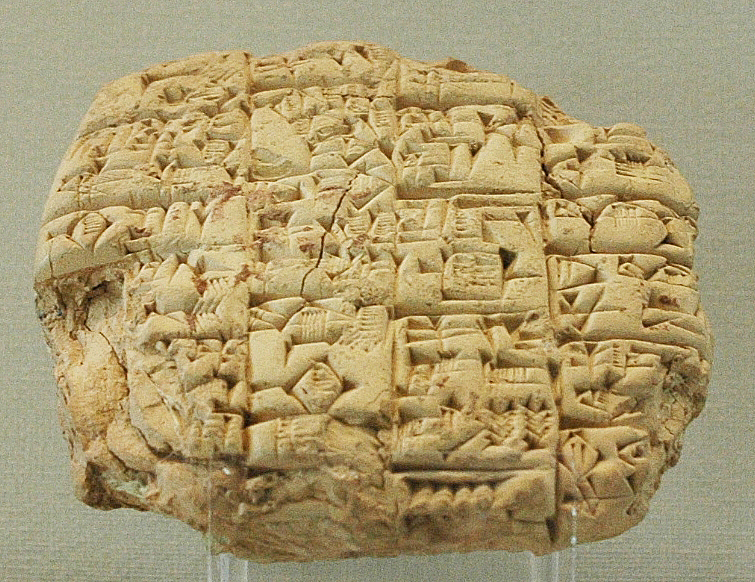
Lettera spedita dal religioso Lu'enna al re di Lagash (forse Urukagina), 2400 a.C. circa, Telloh.
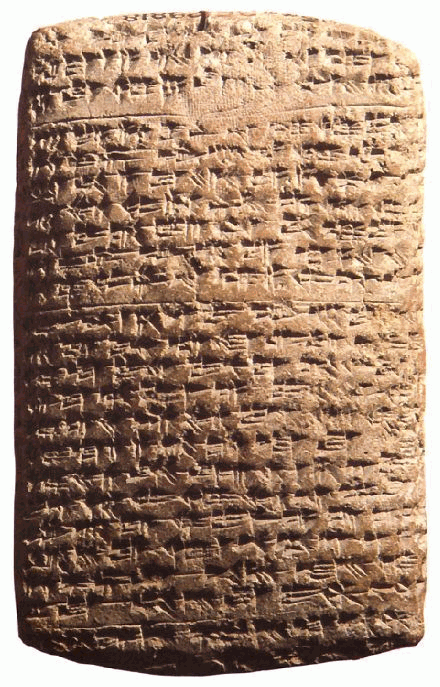
Una delle lettere di Amarna, XIV secolo a.C.
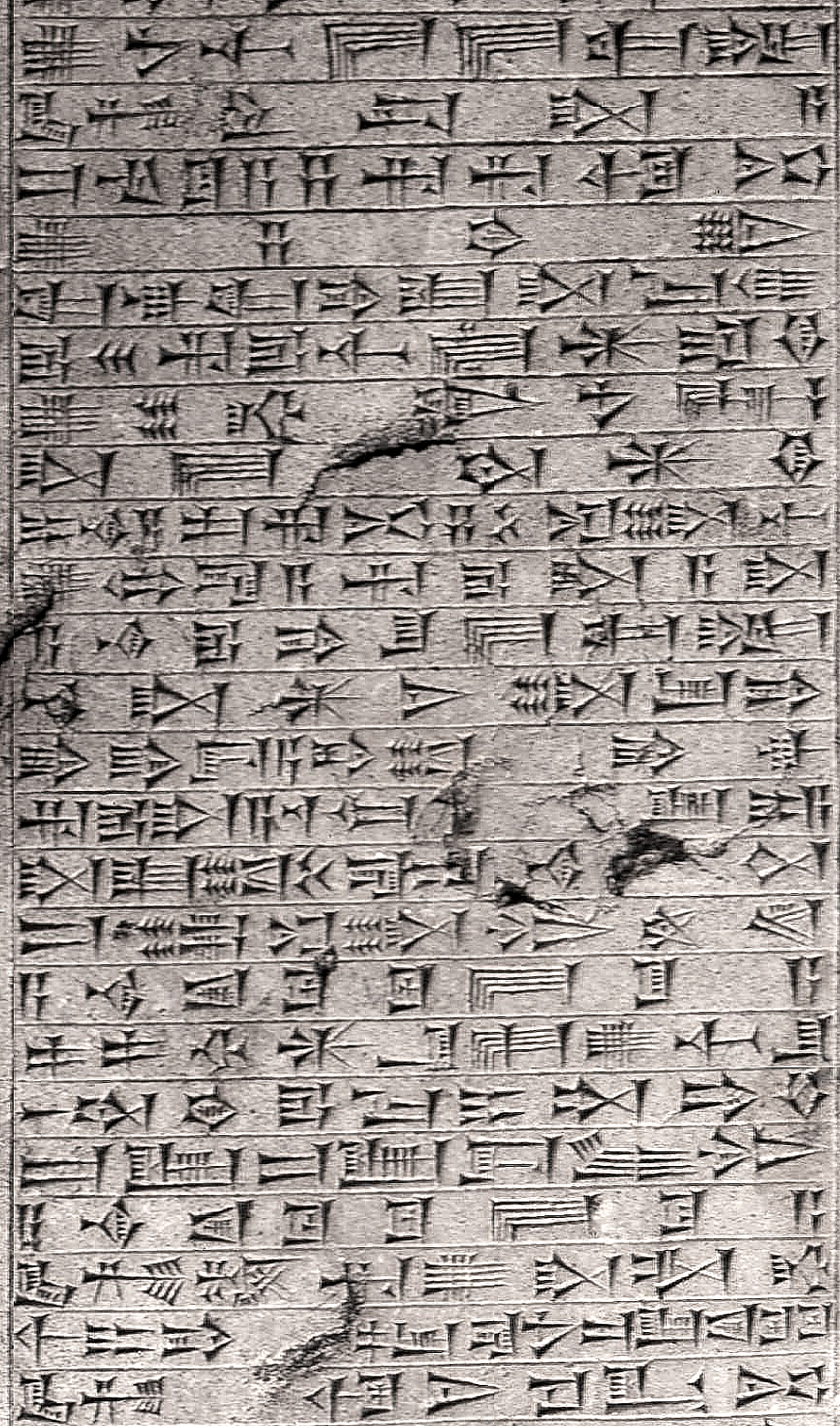
Scrittura cuneiforme accadica
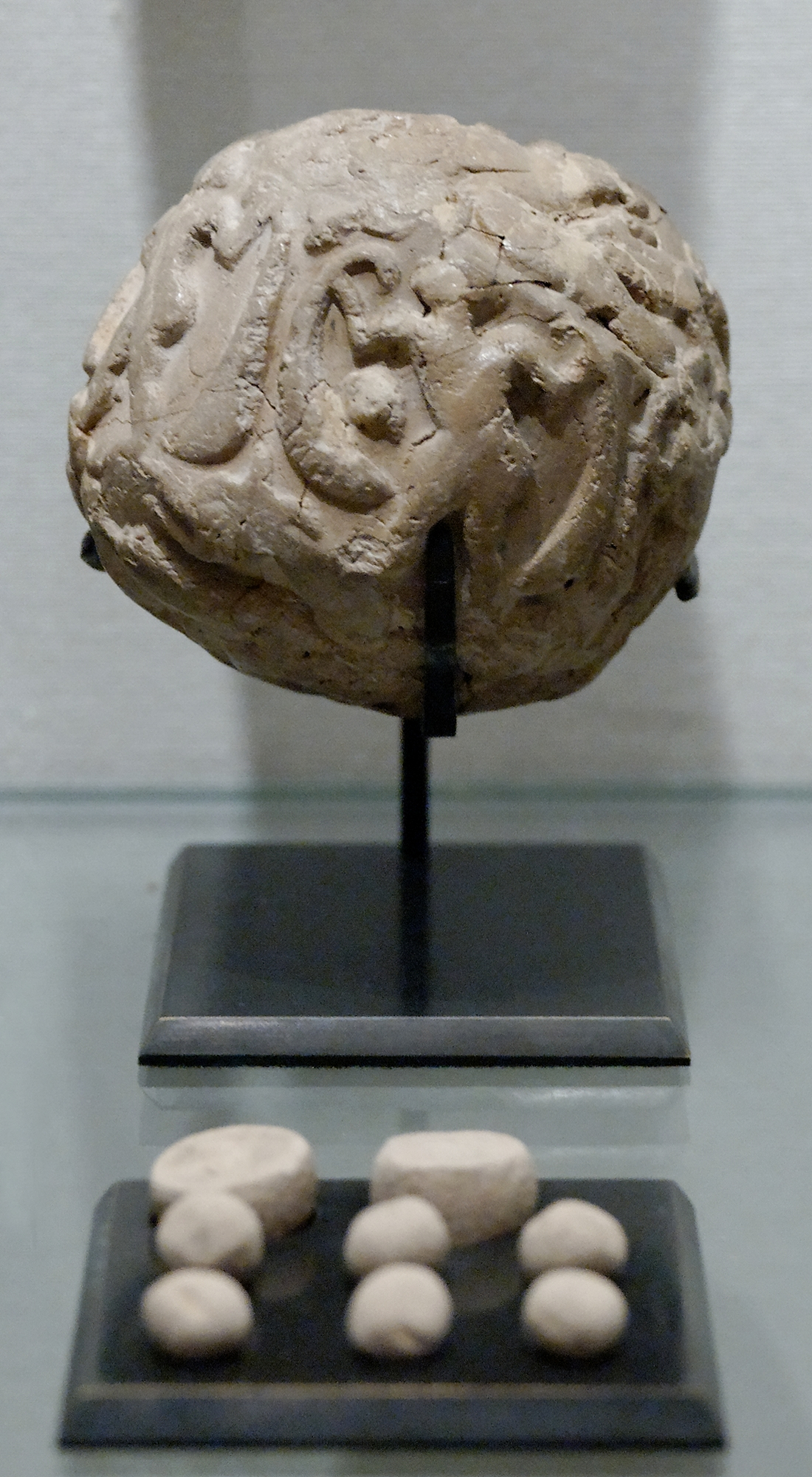
Periodo di Uruk: bulla con gruppo di gettoni di contabilità (calculi), da Susa. Museo del Louvre.